# Manuel Beltroy
Manuel Beltroy Vera (Lima, 25 de abril de 1893 – 23 de noviembre de 1965) fue escritor, poeta, maestro, traductor, crítico literario, editor y comunicador peruano. Fue un gran promotor de la cultura en su país.

## Biografía
Hijo de Ramón Beltroy y Juana Vera. Cursó sus estudios escolares en el Colegio Sagrados Corazones Recoleta. En 1910 ingresó en la Universidad Nacional Mayor de San Marcos. Se graduó de doctor en Filosofía, Historia y Letras, con la tesis «Neoclasicismo Mistral» (1925). Cursó también estudios de Ciencias Políticas y Administrativas, y de Jurisprudencia, aunque no los culminó.
En 1918 fue cofundador y secretario de la revista Mercurio Peruano, junto con Víctor Andrés Belaunde, publicación en la que aparecieron sus primeros artículos y poesías. También fue secretario privado del historiador José de la Riva Agüero y Osma, entre 1918 y 1919.
Su empeño por la difusión cultural lo llevó a fundar la Editorial Euforión, la cual editó obras de Luis Alberto Sánchez, Abraham Valdelomar, José Gálvez Barrenechea, Clements R. Markham, entre otros (1920-1922). De Markham, ilustre peruanista, tradujo su célebre obra Los Incas del Perú, así como La guerra entre el Perú y Chile. También inició la divulgación de la obra de los escritores peruanos para ponerlas al alcance del pueblo, mediante sus cuadernillos de Literatura peruana (1923), y más tarde, los de Antología peruana (1944-1956).
El 14 de enero de 1922 se casó con Juana Patrón León, con la que tuvo seis hijos, Eugenio, Fernando, Manuel, Mireya, Luis y Juana. Su esposa falleció el 25 de abril de 1959.
Se inició en la docencia como profesor de literatura en los colegios La Recoleta, Anglo Peruano (hoy Colegio San Andrés), Deutschee Schule, Instituto de Lima y Liceo Santa Rosa. En 1917 fue catedrático cofundador de la Universidad Católica, donde tuvo a su cargo las cátedras de Civilización Moderna y Literatura Moderna. En 1925 empezó a ejercer la docencia en la Universidad de San Marcos, como catedrático de Literatura Castellana y Literatura Americana y del Perú, pero pronto se vio obligado a salir del país, por su cercanía con la oposición al gobierno del presidente Augusto B. Leguía.
Pasó a Montevideo, Uruguay, donde fue funcionario de la Asociación Cristiana de Jóvenes (YMCA) entre 1926 y 1929. Luego se trasladó a Buenos Aires, Argentina donde se desempeñó como redactor y traductor del diario La Nación.
Retornó al Perú en 1935 y reasumió su labor docente. Hasta su jubilación en 1963, dictó en San Marcos las cátedras de Literatura Peruana, Literatura Medieval e Introducción al Estudio del Arte. Fue también director de Extensión Cultural en la misma universidad (1945-1961) y director del Colegio León Pinelo (1947-1965).
En 1938 fue uno de los fundadores de la Asociación de Escritores, Artistas e Intelectuales del Perú (AEA e IP), que después se denominó Asociación Nacional de Escritores y Artistas (ANEA), de la cual fue secretario, vocal, y finalmente presidente de 1950 a 1952.
Fue director de Educación Artística y Extensión Cultural en el Ministerio de Educación Pública (1940-1943), en el cual inició la formación de patronatos escolares. Fue fundador el 4 de septiembre de 1946 en Lima, a petición de varios alumnos de la Facultad de Letras y Ciencias Humanas, del Teatro Universitario de San Marcos (TUSM) y auspició la fundación de la Escuela Nacional de Arte Escénico. 
Contribuyó en forma decisiva en la fundación de la Universidad Nacional San Luis Gonzaga de Ica (1955) y en la reapertura de la Universidad Nacional San Cristóbal de Huamanga de Ayacucho (1957). Promovió la fundación de varias instituciones bilaterales para el intercambio cultural entre países. En general, su actividad como promotor de la cultura en el Perú (tanto de la cultura nacional como la extranjera), fue muy vasta.

## Publicaciones
- Las cien mejores poesías peruanas (1921), que abarca desde la época colonial hasta sus días.
- Peruanos notables de hoy (1957), colección de biografías.
- Romería de amor (1959), colección de poesías dedicadas a su esposa desde 1919, hasta después de su fallecimiento en 1959.
- Florilegio occidental (1963), reunión de sus traducciones de poetas franceses, ingleses, italianos, latinos-medievales, alemanes, norteamericanos, provenzales, portugueses, catalanes, belgas y brasileños.